# 1943 في تونس
فيما يلي قوائم الأحداث التي وقعت خلال عام 1943 في تونس.